# Olympische Winterspiele 2018/Bob
Bei den XXIII. Olympischen Winterspielen 2018 in Pyeongchang fanden drei Wettbewerbe im Bobfahren statt. Austragungsort war das Olympic Sliding Centre, wo auch die Skeleton- und Rennrodel-Wettbewerbe stattfanden. Die Anlage bot 7.000 Zuschauern Platz; sie ist zwei Kilometer lang sowie 1,40 Meter breit. 2017 wurden auf der umgerechnet 115 Millionen US-Dollar teuren Bahn Testevents für alle drei Sportarten abgehalten.
Insgesamt gab es 80 Quotenplätze, davon je 30 für die Zweier- und Viererbobs bei den Männern und 20 bei den Frauenbobs. Das ergab für die Athleten 170 Quotenplätze, davon 130 für die Männer und 40 für die Frauen.

## Bilanz

### Medaillenspiegel
| Platz | Land               | Gold | Silber | Bronze | Gesamt |
| ----- | ------------------ | ---- | ------ | ------ | ------ |
| 1     | Deutschland        | 3    | 1      | –      | 4      |
| 2     | Kanada             | 1    | –      | 1      | 2      |
| 3     | Südkorea           | –    | 1      | –      | 1      |
| 3     | Vereinigte Staaten | –    | 1      | –      | 1      |
| 5     | Lettland           | –    | –      | 1      | 1      |

### Medaillengewinner
| Konkurrenz       | Gold                                                                 | Silber | Bronze                             |
| ---------------- | -------------------------------------------------------------------- | --- | ---------------------------------- |
| Zweierbob Männer | Francesco Friedrich, Thorsten Margis Justin Kripps, Alexander Kopacz | – | Oskars Melbārdis, Jānis Strenga    |
| Viererbob Männer | Francesco Friedrich, Candy Bauer, Martin Grothkopp, Thorsten Margis  | Nico Walther, Kevin Kuske, Alexander Rödiger, Eric Franke Won Yun-jong, Jun Jung-lin, Seo Young-woo, Kim Dong-hyun | –                                  |
| Zweierbob Frauen | Mariama Jamanka, Lisa Buckwitz                                       | Elana Meyers Taylor, Lauren Gibbs                                                                                  | Kaillie Humphries, Phylicia George |

## Ergebnisse Männer
(alle Laufzeiten in Sekunden, Gesamtzeiten in Minuten)

### Zweierbob
| Platz | Land | Sportler                             | 1. Lauf | 2. Lauf | 3. Lauf | 4. Lauf | Gesamt  |
| ----- | ---- | ------------------------------------ | ------- | ------- | ------- | ------- | ------- |
| 1     | GER  | Francesco Friedrich, Thorsten Margis | 49,22   | 49,46   | 48,96   | 49,22   | 3:16,86 |
| 1     | CAN  | Justin Kripps, Alexander Kopacz      | 49,10   | 49,39   | 49,09   | 49,28   | 3:16,86 |
| 3     | LAT  | Oskars Melbārdis, Jānis Strenga      | 49,08   | 49,54   | 49,09   | 49,21   | 3:16,91 |
| 4     | GER  | Nico Walther, Christian Poser        | 49,12   | 49,27   | 49,32   | 49,35   | 3:17,06 |
| 5     | GER  | Johannes Lochner, Christopher Weber  | 49,24   | 49,34   | 49,09   | 49,47   | 3:17,14 |
| 6     | KOR  | Won Yun-jong, Seo Young-woo          | 49,50   | 49,39   | 49,15   | 49,46   | 3:17,40 |
| 7     | CAN  | Nick Poloniato, Jesse Lumsden        | 49,38   | 49,58   | 49,33   | 49,45   | 3:17,74 |
| 8     | AUT  | Benjamin Maier, Markus Sammer        | 49,41   | 49,47   | 49,32   | 49,56   | 3:17,76 |
| 9     | LAT  | Oskars Ķibermanis, Matīss Miknis     | 49,21   | 49,57   | 49,32   | 49,70   | 3:17,80 |
| 10    | CAN  | Chris Spring, Lascelles Brown        | 49,38   | 49,58   | 49,56   | 49,72   | 3:18,24 |

1. und 2. Lauf: 18. Februar 2018, 20:05 Uhr 

3. und 4. Lauf: 19. Februar 2018, 20:15 Uhr 

Olympiasieger 2014: vakant

Weltmeister 2017:  Deutschland Francesco Friedrich, Thorsten Margis

### Viererbob
| Platz | Land | Sportler                                                             | 1. Lauf | 2. Lauf | 3. Lauf | 4. Lauf | Gesamt  |
| ----- | ---- | -------------------------------------------------------------------- | ------- | ------- | ------- | ------- | ------- |
| 1     | GER  | Francesco Friedrich, Candy Bauer, Martin Grothkopp, Thorsten Margis  | 48,54   | 49,01   | 48,76   | 49,54   | 3:15,85 |
| 2     | GER  | Nico Walther, Kevin Kuske, Alexander Rödiger, Eric Franke            | 48,74   | 49,16   | 48,90   | 49,58   | 3:16,38 |
| 2     | KOR  | Won Yun-jong, Jun Jung-lin, Seo Young-woo, Kim Dong-hyun             | 48,65   | 49,19   | 48,89   | 49,65   | 3:16,38 |
| 4     | SUI  | Rico Peter, Thomas Amrhein, Michael Kuonen, Simon Friedli            | 49,05   | 49,16   | 48,87   | 49,51   | 3:16,59 |
| 5     | LAT  | Oskars Melbārdis, Daumants Dreiškens, Arvis Vilkaste, Jānis Strenga  | 48,82   | 49,39   | 48,91   | 49,53   | 3:16,65 |
| 6     | CAN  | Justin Kripps, Jesse Lumsden, Alexander Kopacz, Oluseyi Smith        | 48,85   | 49,28   | 48,95   | 49,61   | 3:16,69 |
| 7     | AUT  | Benjamin Maier, Kilian Walch, Markus Sammer, Dănuț Moldovan          | 49,10   | 49,21   | 49,03   | 49,56   | 3:16,90 |
| 8     | GER  | Johannes Lochner, Christian Poser, Christopher Weber, Christian Rasp | 48,95   | 49,26   | 49,10   | 49,80   | 3:17,11 |
| 9     | USA  | Codie Bascue, Evan Weinstock, Steven Langton, Sam McGuffie           | 49,09   | 49,34   | 49,08   | 49,77   | 3:17,28 |
| 10    | LAT  | Oskars Ķibermanis, Jānis Jansons, Matīss Miknis, Helvijs Lūsis       | 49,18   | 49,26   | 49,34   | 49,63   | 3:17,41 |

1. und 2. Lauf: 24. Februar 2018, 9:30 Uhr 

3. und 4. Lauf: 25. Februar 2018, 9:30 Uhr 

Olympiasieger 2014: vakant 

Weltmeister 2017:  Deutschland Francesco Friedrich, Candy Bauer, Martin Grothkopp, Thorsten Margis &  Deutschland Johannes Lochner, Matthias Kagerhuber, Joshua Bluhm, Christian Rasp

## Ergebnisse Frauen

### Zweierbob
| Platz | Land | Sportlerinnen                       | 1. Lauf | 2. Lauf | 3. Lauf | 4. Lauf | Gesamt  |
| ----- | ---- | ----------------------------------- | ------- | ------- | ------- | ------- | ------- |
| 1     | GER  | Mariama Jamanka, Lisa Buckwitz      | 50,54   | 50,72   | 50,49   | 50,70   | 3:22,45 |
| 2     | USA  | Elana Meyers Taylor, Lauren Gibbs   | 50,52   | 50,81   | 50,46   | 50,73   | 3:22,52 |
| 3     | CAN  | Kaillie Humphries, Phylicia George  | 50,72   | 50,88   | 50,52   | 50,77   | 3:22,89 |
| 4     | GER  | Stephanie Schneider, Annika Drazek  | 50,63   | 50,93   | 50,71   | 50,70   | 3:22,97 |
| 5     | USA  | Jamie Greubel Poser, Aja Evans      | 50,59   | 50,99   | 50,59   | 50,85   | 3:23,02 |
| 6     | CAN  | Alysia Rissling, Heather Moyse      | 50,81   | 50,95   | 50,83   | 51,04   | 3:23,63 |
| 7     | CAN  | Christine de Bruin, Melissa Lotholz | 50,94   | 50,91   | 51,07   | 51,29   | 3:23,89 |
| 8     | GBR  | Mica McNeill, Mica Moore            | 50,77   | 50,95   | 51,16   | 51,19   | 3:24,07 |
| 9     | SUI  | Sabina Hafner, Rahel Rebsamen       | 50,86   | 51,16   | 51,07   | 51,21   | 3:24,30 |
| 10    | AUT  | Christina Hengster, Valerie Kleiser | 51,23   | 51,04   | 51,00   | 51,24   | 3:24,51 |

1. und 2. Lauf: 20. Februar 2018, 20:50 Uhr 

3. und 4. Lauf: 21. Februar 2018, 20:40 Uhr 

Olympiasiegerinnen 2014:  Kanada Kaillie Humphries, Heather Moyse 

Weltmeisterinnen 2017:  Vereinigte Staaten Elana Meyers Taylor, Kehri Jones